# Жорновка (Тверская область)
Жорновка (Жерновка) — деревня в Калининском районе Тверской области. Относится к Михайловскому сельскому поселению.
Расположена в 10 км к северу от Твери. 

## История
По данным Клировой ведомости 1801 года, в Жерновке находилась деревянная Богородицерождественская церковь постройки 1731 года. Каменная церковь Рождества Богородицы в селе Жёрновка, построена в 1820 году. Церковь строилась только на средства прихожан. В силу того, что денег на строительство постоянно не хватало, храм получил деревянное завершение в виде восьмигранной приземистой ротонды. Сводов в храме также не было изначально. Он был перекрыт деревянными потолками. В силу отсутствия средств не сразу была построена и колокольня. Ее строительство завершилось в 1927 году. 
В конце XIX — начале XX века село входило в состав Васильевской волости Тверского уезда Тверской губернии. 
С 1929 года деревня являлась центром Жерновского сельсовета Тверского района Тверского округа Московской области, с 1935 года — в составе Михайловского сельсовета Калининской области, с 2005 года — в составе Михайловского сельского поселения.

## Население
| 1859 | 1886 | 2002 | 2010 |
| ---- | ---- | ---- | ---- |
| 164  | ↗187 | ↘53  | ↗56  |

## Достопримечательности
В деревне расположена действующая Церковь Рождества Пресвятой Богородицы (1820).